# Maria Lefeld-Sosnowska
Maria Stefania Lefeld-Sosnowska (ur. 16 sierpnia 1934 w Warszawie, zm. 18 kwietnia 2019 w Pułtusku) – polska fizyk  prof., dr hab.

## Życiorys
Urodziła się w rodzinie Jerzego Lefelda i Stefanii z Siweckich (1904–1995). W 1965 uzyskała stopień doktora. W 1974 została kierownikiem Zakładu Rentgenowskich Badań Strukturalnych (ZRBS), utworzonego z Pracowni Rentgenowskiej Zakładu Fizyki Ciała Stałego IFD Uniwersytetu Warszawskiego. W 1979 uzyskała stopień doktora habilitowanego, a potem otrzymała nominację na profesora w Instytucie Fizyki Doświadczalnej im. Stefana Pieńkowskiego na Wydziale Fizyki Uniwersytetu Warszawskiego, oraz była członkinią prezydium Komitetu Krystalografii III Wydziału - Nauk Matematycznych, Fizycznych i Chemicznych Polskiej Akademii Nauk.
Była żoną fizyka Ryszarda Sosnowskiego.
Zmarła 18 kwietnia 2019 w Pułtusku, pochowana na cmentarzu ewangelicko-augsburskim w Warszawie (sektor AL26-1-17).

## Publikacje
- Diluted Magnetic Semiconductor GaMnN[2]
- Crystaline Properties of AIN Obtained by Ammono Synthesis, Jaszowice 99, conf. booklet, Polish Academy of Sciences, Institute of Physics, Warszawa, 1999, s. 52–54[2]
- 2005: Rentgenowskie badania topograficzne kryształów ferroelektrycznych K2ZnCl4 (w Synchrotron Radiation in Natural Science, Bulletin of the Polish Synchrotron Radiation Society)[2]
- 2005: Defekty sieci krystalicznej w jednoskośnych monokryształach GdCa4O(BO3)3[2]
- 2005: Investigation of defects distribution along the growth direction in GdCOB crystals by synchrotron and convetional X-ray topography[2]
- 2008: X-ray topographic studies of defect structure in YVO4 crystals[2]
- 2008: X-ray topography of Ca0.5Sr0.5NdAlO4 single crystal[2]
- 2009: Synchrotron topographic studies of growth in the core of a SrLaGaO4 single crystal[2]